# اینساید
اینساید (انگلیسی: Incyte) شرکت داروسازی آمریکایی است، که در سال ۱۹۹۱ تأسیس شد.